# Synidotea cornuta
Synidotea cornuta är en kräftdjursart som beskrevs av Rafi och Diana R. Laubitz 1990. Synidotea cornuta ingår i släktet Synidotea och familjen tånglöss. Inga underarter finns listade i Catalogue of Life.